# Дума про козака Голоту (фільм)
«Дума про козака Голоту» — радянський героїко-пригодницький художній фільм 1937 року, знятий на кіностудії «Союздитфільм» за мотивами повісті Аркадія Гайдара «Р. В.С.».

## Сюжет
Громадянська війна, 1920 рік. Всі чоловіки Ольховки пішли на фронт, залишивши людей похилого віку, жінок і дітей. Невелике село стає приманкою для білобандитів, якими командує Козолуп. У село з міста приїжджає до діда-лірника підліток Жиган, який відразу ж знаходить собі приятеля — Сашка, сина бійця Червоної Армії. Одного разу Сашко випадково дізнається, що бандити готують розправу над червоним комісаром, який повинен з'явитися в селі. Хлопчики вирішують попередити його і займають пости на сільських дорогах. В результаті сільський хлопчисько Сашко, син червоноармійця, разом з Жиганом рятують комісара, який потрапив в засідку білих.

## У ролях
- Костянтин Нассонов —  комісар
- Наум Соколов —  дідусь
- Ніна Русинова —  мати
- Олександр Гречаний —  Головень
- Никон Старостін —  отаман Козолуп
- Микола Горлов —  отаман Левко
- Фаїна Раневська —  сільська попадя
- Костянтин Тиртов —  Сашко
- Леонід Шехтман —  Васька Жиган
- Віктор Селезньов —  Суслик
- Олександр Жутаєв — Василь
- Ю. Марцінчук — польський офіцер
- Катерина Мельникова — бабка Онуфріха
- Дмитро Орловський — селянин

## Знімальна група
- Сценарист і режисер-постановник: Ігор Савченко
- Оператор-постановник: Юлій Фогельман
- Художник-постановник: Людмила Блатова
- Композитори: Сергій Потоцький і Дмитро Покрасс
- Текст пісні: Василь Лебедєв-Кумач